# Баррабе, Клод
Клод Баррабе (фр. Claude Barrabé; 19 ноября 1966, Сан-Пьер, Франция) — французский футболист, вратарь.

## Клубная карьера
В 1985 году Клод Баррабе, молодой игрок из коммуны Сен-Пьер-де-ла-Реюньон, прибыл в столичную Францию, чтобы присоединиться к команде «Виши». В возрасте девятнадцати лет Баррабе считался одним из самых многообещающих игроков и получил вызов в молодёжную сборную Франции. Спустя год игроку поступили предложения от «Осера» и текущего чемпиона Франции «Пари-Сен-Жермен». Футболист выбрал столичный клуб, где ему предполагалась роль сменщика Жоэля Батса, основного голкипера ПСЖ.